# Эдиев, Лечи
Ле́чи Эди́ев (род. 12 декабря 1992, Аргун, Чечено-Ингушская АССР) — российский самбист и дзюдоист чеченского происхождения, чемпион России, победитель и призёр этапов Кубка Европы по дзюдо, мастер спорта России. В 2013 году стал серебряным призёром чемпионата России среди молодёжи, а на следующий год Эдиев повторил свой успех. В 2013 году стал бронзовым призёром чемпионата Европы среди молодёжи. Член сборной команды России.

## Спортивные результаты
- Чемпионат России по дзюдо среди молодёжи 2013 года — ;
- Чемпионат России по дзюдо среди молодёжи 2014 года — ;
- Чемпионат Европы по дзюдо среди молодёжи 2013 года — ;
- Чемпионат России по дзюдо 2018 года — ;